# Сьютленд (Меріленд)
Сьютленд (англ. Suitland) — переписна місцевість (CDP) в США, в окрузі Графство принца Георга штату Меріленд. Населення — 25 839 осіб (2020).

## Географія
Сьютленд розташований за координатами 38°50′56″ пн. ш. 76°55′22″ зх. д. / 38.84889° пн. ш. 76.92278° зх. д. (38.848913, -76.922874).  За даними Бюро перепису населення США в 2010 році переписна місцевість мала площу 11,01 км², з яких 11,01 км² — суходіл та 0,00 км² — водойми.

## Демографія
Згідно з переписом 2010 року, у переписній місцевості мешкало 25 825 осіб у 10 006 домогосподарствах у складі 6463 родин. Густота населення становила 2345 осіб/км².  Було 10805 помешкань (981/км²).
Расовий склад населення:
| - 91,9 % — чорних або афроамериканців - 2,6 % — білих - 0,4 % — корінних американців - 0,3 % — азіатів - 2,6 % — осіб інших рас |

До двох чи більше рас належало 2,1 %. Частка іспаномовних становила 4,7 % від усіх жителів.
За віковим діапазоном населення розподілялося таким чином: 27,6 % — особи молодші 18 років, 65,6 % — особи у віці 18—64 років, 6,8 % — особи у віці 65 років та старші. Медіана віку мешканця становила 30,9 року. На 100 осіб жіночої статі у переписній місцевості припадало 80,8 чоловіків;  на 100 жінок у віці від 18 років та старших — 73,9 чоловіків також старших 18 років.
Середній дохід на одне домашнє господарство  становив 65 230 доларів США (медіана — 58 884), а середній дохід на одну сім'ю — 72 361 долар (медіана — 66 580). Медіана доходів становила 47 017 доларів для чоловіків та 45 130 доларів для жінок. За межею бідності перебувало 11,4 % осіб, у тому числі 17,1 % дітей у віці до 18 років та 8,5 % осіб у віці 65 років та старших.
Цивільне працевлаштоване населення становило 12 501 осіб. Основні галузі зайнятості: освіта, охорона здоров'я та соціальна допомога — 20,9 %, публічна адміністрація — 15,6 %, науковці, спеціалісти, менеджери — 14,9 %.